# Victor Pikaisen
Victor Pikaisen (en russe : Виктор Александрович Пикайзен ; Kiev, 15 février 1933 et mort le 6 juillet 2023) est un violoniste et pédagogue russe.

## Biographie
Pikaisen commence le violon à l'âge de quatre ans avec son père Alexandre, violoniste à l'Opéra de Kiev. Deux ans plus tard il entre au Conservatoire de Kiev dans la classe de Joseph Gutman. De 1941 à 1944, il est évacué à Alma-Ata, puis il travaille à Moscou à l'école de musique Gnessine, dans la classe de David Oïstrakh. Il entre ensuite dans la classe de Oïstrakh au Conservatoire de Moscou. Pikaisen est le seul élève de Oïstrakh qui a étudié avec lui de l'école de musique jusqu'à l'obtention de son diplômе supérieuren 1960. Il entame alors une carrière de concertiste international.
Pikaisen a remporté le deuxième prix au Concours Jan Kubelik de Prague (1949), 5e au Concours reine Élisabeth (1955), second au J. Thibaud de Paris (1957) et second au Concours Tchaïkovski de Moscou en 1958 et en 1965, il remporte le premier prix du Concours Paganini. De 1966 à 1986 et de nouveau depuis 2006, il enseigne au Conservatoire de Moscou, et, depuis 1993, au Conservatoire d'Ankara.Il donne aussi des cours à l'Institut Schnittke de Moscou et à l'École centrale de musique du Conservatoire de Moscou. Il est membre de jurys de nombreux concours.